# کاتلین انتونلی

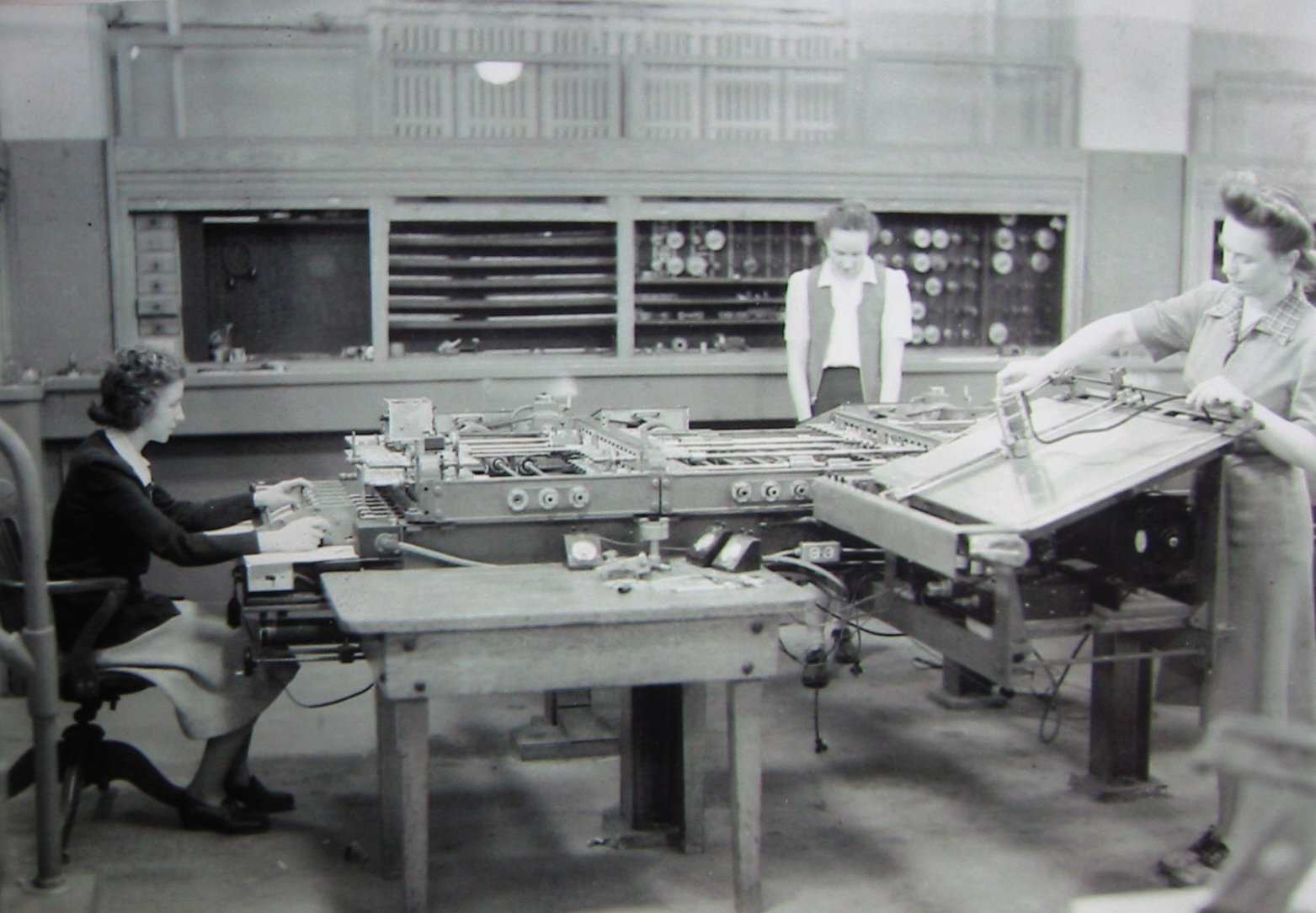
کی مک‌نالتی، آلیس اسنایدر و سیس استامپ تحلیل‌گر دیفرانسیل را در زیرزمین دانشکده مهندسی برق مور، دانشگاه پنسیلوانیا، فیلادلفیا، پنسیلوانیا، کار می‌کنند. ۱۹۴۲-۱۹۴۵.

کاتلین «کای» مک‌نالتی ماچلی انتونلی (انگلیسی: Kathleen "Kay" McNulty Mauchly Antonelli؛ ۱۲ فوریهٔ ۱۹۲۱ – ۲۰ آوریل ۲۰۰۶) یک برنامه‌نویس رایانه آمریکایی متولد ایرلند و یکی از شش برنامه‌نویس اصلی انیاک، نخستین رایانه دیجیتالی الکترونیکی برای اهداف عمومی بود. پنج برنامه‌نویس دیگر انیاک بتی هالبرتن، روث تیتلبام، فرانسیس اسپنس، مارلین ملتزر و جین بارتیک بودند.

## دوران جوانی و تحصیلات
او با نام کاتلین ریتا مک‌نالتی در فیمور، بخشی از دهکده کوچک کریزلاگ در شهرستان دانیگول در اولستر، استان شمالی ایرلند، در ۱۲ فوریه ۱۹۲۱ در دوران جنگ استقلال ایرلند به دنیا آمد. خانواده‌اش در اکتبر ۱۹۲۴ به ایالات متحده مهاجرت کردند و در بخش چستنات‌هیل، فیلادلفیا، پنسیلوانیا مستقر شدندو در آنجا پدرش به عنوان سنگ‌تراشی مشغول به کار شد. در آن زمان، کاتلین نمی‌توانست انگلیسی صحبت کند و فقط به ایرلندی صحبت می‌کرد به‌طوری که دعاهای ایرلندی را تا آخر عمر به یاد می‌آورد.

## حرفه

### برنامه‌‌نویس رایانه
یک یا دو هفته پس از فارغ‌التحصیلی، او آگهی خدمات دولتی ایالات متحده را در فیلادلفیا اینکوایرر دید که به دنبال زنان دارای مدرک ریاضی بود. در طول جنگ جهانی دوم، ارتش ایالات متحده، زنان را برای محاسبه مسیر گلوله و موشک در آزمایشگاه تحقیقات بالستیک، که در آبردین پروو گراوند در آبردین، مریلند، با کارکنانی از مرکز آزمایش آبردین و دانشکده مهندسی مور در دانشگاه پنسیلوانیا تأسیس شده بود، استخدام می‌کرد. او بلافاصله با دو همکار خود در رشته ریاضی، فرانسیس بیلاس و ژوزفین بنسون با دیدن این آگهی تماس گرفتند. بنسون نتوانست با آنها قرار ملاقات بگیرد، بنابراین آنتونلی و بیلاس یک روز صبح در ژوئن ۱۹۴۲ در فیلادلفیا برای مصاحبه به ساختمانی در خیابان برود جنوبی (احتمالاً ساختمان انجمن اتحادیه فیلادلفیا) رفتند.